# Oddziaływanie słabe
Oddziaływanie słabe – jedno z czterech oddziaływań uznanych za podstawowe. Przenoszone jest za pomocą jednej z trzech masywnych cząstek: bozonów naładowanych (W+ i W-) oraz bozonu neutralnego (Z0).
Jest odpowiedzialne za rozpad beta i związaną z nim radioaktywność oraz za rozpad np. mionu i cząstek dziwnych.
Siła oddziaływania słabego jest 109 razy mniejsza niż siła oddziaływania silnego. Jest zbyt słabe, by połączyć leptony w większe cząstki, tak jak oddziaływania silne łączą w hadronach kwarki.

## Właściwości

Diagram Feynmana dla rozpadu beta minus neutronu na proton, elektron i antyneutrino elektronowe poprzez wymianę ciężkiego bozonu W^{−}

Oddziaływaniu słabemu podlegają wszystkie lewoskrętne leptony i kwarki oraz ich prawoskrętne antycząstki. Tzn. tylko one (cząstki zimne) posiadają ładunek oddziaływania słabego (ładunek słaby). Jest to również jedyna siła działająca na lewoskrętne neutrina (z wyjątkiem grawitacji, która w warunkach laboratoryjnych jest zaniedbywalna). Dlatego też nie obserwujemy prawoskrętnych neutrin, gdyż jeśli istnieją, to nie podlegają żadnym oddziaływaniom oprócz grawitacji.
Oddziaływanie słabe jest wyjątkowe z kilku powodów.
1. Jest to jedyne oddziaływanie zdolne do zmiany zapachu cząstki.
2. Jest to jedyne oddziaływanie, które łamie symetrię parzystości P (gdyż prawie wyłącznie działa na lewoskrętne cząstki). Również jako jedyne łamie symetrię parzystości ładunkowej C oraz w niewielkim stopniu złożenie symetrii CP.
3. Jest przenoszone przez masywne bozony cechowania. Ta niezwykła właściwość jest w Modelu Standardowym tłumaczona przez mechanizm Higgsa.

Z powodu wielkiej masy cząstek przenoszących słabe oddziaływania (ok. 90 GeV/c2), ich czas życia wynosi ok. 3×10−25 s. A stąd wynika bardzo ograniczony zasięg tego oddziaływania (10-18 m, czyli 100 milionów razy mniej niż rozmiary atomu wodoru).
Ponieważ oddziaływanie słabe jest bardzo słabe (stąd nazwa) i ma bardzo mały zasięg, jego efekty są zauważalne głównie z powodu jego unikalnej cechy, jaką jest zmiana zapachu. Przyjrzyjmy się neutronowi (skład kwarkowy: udd, tzn. jeden kwark górny i dwa kwarki dolne). Mimo że neutron jest cięższy od swojego siostrzanego nukleonu, czyli protonu (skład kwarkowy: uud), jego rozpad na proton nie może zajść bez zmiany zapachu jednego z jego dolnych kwarków. Ani oddziaływanie silne, ani elektromagnetyczne nie zezwalają na zmianę zapachu, więc musi się to odbywać poprzez słaby rozpad. Proces ten polega na zamianie dolnego kwarku w neutronie na kwark górny, przy jednoczesnej emisji bozonu W−, który następnie rozpada się na wysokoenergetyczny elektron i antyneutrino. Ponieważ wysokoenergetyczne elektrony to tzw. promieniowanie beta, więc rozpad ten nazywamy rozpadem beta.
Z powodu słabości słabego oddziaływania, słabe rozpady zachodzą dużo wolniej niż rozpady silne lub elektromagnetyczne. Na przykład czas życia neutralnego pionu, podlegającego rozpadowi elektromagnetycznemu wynosi ok. 10−16 s, natomiast czas życia rozpadającego się słabo pionu naładowanego wynosi ok. 10−8 s, czyli jest 100 mln razy dłuższy. Swobodny neutron żyje ok. 15 minut, co czyni z niego niestabilną subatomową cząstkę o najdłuższym znanym czasie życia.

### Typy oddziaływań
Istnieją trzy podstawowe typy wierzchołków oddziaływania słabego. Dwa z nich związane są z naładowanymi bozonami, są to tzw. „oddziaływania przez prądy naładowane”. Trzeci typ to tzw. „oddziaływanie przez prądy neutralne”.
- Naładowany lepton (jak elektron czy mion) może wyemitować lub zaabsorbować bozon W i zamienić się w odpowiednie neutrino.
- Kwark o ładunku -1/3 może wyemitować lub zaabsorbować bozon W i zamienić się w superpozycję kwarków o ładunku +2/3, albo odwrotnie, kwark o ładunku +2/3 może zamienić się w superpozycję kwarków o ładunku -1/3. Dokładny skład tej superpozycji jest określony przez macierz CKM. Oznacza to, że kwarki najczęściej przechodzą w wyniku oddziaływań słabych w kwarki z tej samej rodziny, np. u → d. Jednak istnieje niezerowe prawdopodobieństwo przejścia kwarków w kwarki innych rodzin.
- Zarówno lepton jak i kwark może wyemitować lub zaabsorbować bozon Z.

Dwa typy oddziaływań przez prądy naładowane są łącznie odpowiedzialne za zjawisko rozpadu beta. Oddziaływanie przez prądy neutralne zostało zaobserwowane po raz pierwszy w roku 1974 w eksperymentach polegających na rozpraszaniu neutrin oraz w 1983 w eksperymentach akceleratorowych.

### Łamanie symetrii
Długo uważano, że prawa natury są niezmienne względem lustrzanego odbicia, czyli odwrócenia wszystkich osi przestrzennych. Tzn. oczekiwano, że wyniki eksperymentu oglądanego w lustrze będą identyczne z wynikami doświadczenia przeprowadzonego na lustrzanej kopii aparatury. Było wiadomo, że to tzw. prawo zachowania parzystości jest zachowane przez oddziaływania silne i elektromagnetyczne. Stąd przypuszczano, że jest ono uniwersalne. Jednakże w połowie lat 50. XX wieku Chen Ning Yang i Tsung-Dao Lee zasugerowali, że w słabych oddziaływaniach to prawo może być łamane. W 1957 Chien-Shiung Wu wraz ze współpracownikami odkryła, że słabe oddziaływania faktycznie w maksymalnym stopniu łamią parzystość. Yang i Lee otrzymali za swoją teorię nagrodę Nobla.
Brak symetrii parzystości C i P w oddziaływaniach słabych, to tzw. maksymalne pogwałcenie symetrii. Jest to odmiana symetrii przybliżonej, gdzie obserwuje się kompletny brak symetrii. Nie jest to natomiast zjawisko tożsame ze spontanicznym łamaniem symetrii, chociaż może być konsekwencją spontanicznego łamania.
Słabe oddziaływania były opisywane przez teorię Fermiego jako bezpośrednie spotkanie czterech oddziałujących z sobą fermionów, jednak odkrycie łamania parzystości oraz renormalizacji sugerowało, że potrzebne jest inne podejście. W 1957 Robert Marshak i George Sudarshan, a następnie również Richard Feynman i Murray Gell-Mann zaproponowali dla słabych oddziaływań lagranżjan typu V-A, czyli wektor minus pseudowektor. W takiej teorii słabo oddziałują jedynie lewoskrętne cząstki (i prawoskrętne antycząstki). Ponieważ pod wpływem lustrzanego odbicia lewoskrętna cząstka zamienia się na prawoskrętną cząstkę, tłumaczy to maksymalne łamanie parzystości.
Teoria ta zezwalała jednocześnie na zachowanie symetrii CP. CP to złożenie symetrii parzystości P (odbicie lustrzane) ze sprzężeniem ładunkowym C (zamiana cząstek na antycząstki). Kolejną niespodzianką było dostarczenie przez Jamesa Cronina i Vala Fitcha w 1964 dowodów łamania symetrii CP w rozpadzie kaonów. Dzięki temu odkryciu otrzymali w 1980 roku nagrodę Nobla. W przeciwieństwie do łamania parzystości, CP jest łamane w bardzo niewielkim stopniu.

## Teoria oddziaływań elektrosłabych
Oddziaływanie elektromagnetyczne oraz oddziaływanie słabe według Modelu Standardowego mogą być opisane jako dwa aspekty jednego oddziaływania nazywanego elektrosłabym. Teoria ta została rozwinięta ok. 1968 przez Sheldona Glashowa, Abdusa Salama i Stevena Weinberga, za co w roku 1979 zostali uhonorowani nagrodą Nobla w dziedzinie fizyki.
Według teorii elektrosłabej przy bardzo wysokich energiach istnieją cztery bezmasowe bozony cechowania podobne do fotonu oraz dublet zespolonych skalarnych pól Higgsa. Bozony cechowania są związane z symetrią cechowania SU(2) ×U(1). Jednak przy niskich energiach bozony te sprzęgają się z polem Higgsa, co trzem z nich nadaje masę. Te trzy bozony stają się bozonami oddziaływań słabych W+, W– i Z, natomiast czwarty, który pozostaje bezmasowy, jest fotonem oddziaływań elektromagnetycznych.
Teoria ta pozwoliła przewidzieć pewne wielkości, m.in. przewidziała masy bozonów Z i W przed ich odkryciem.
4 lipca 2012 r. badacze biorący udział w eksperymentach ATLAS i CMS w Wielkim Zderzaczu Hadronów w CERN-ie donieśli o odkryciu bozonu Higgsa.